# Vozvrasjtjenije s orbity
Vozvrasjtjenije s orbity (ryska: Возвращение с орбиты) är en sovjetisk film från 1983 producerad av Dovzjenko Filmstudio. Filmen är en melodram om astronauternas hårda vardag. Filmen använder bilder specifikt tagna för filmen av kosmonauter under en rymdfärd ombord på rymdstationen Saljut 7.

## Handling
En olycka inträffar på en rymdstation i omloppsbana på grund av ett meteoritregn, som ett resultat av vilket skeppets befälhavare skadas allvarligt. Han måste snarast levereras till jorden och fortsätta undersökas. Detta kan endast göras av besättningen på Kuznetsov-Muchin, som har förberett sig för rymdfärden i många år...

## Rollista
- Juozas Budraitis – Pavel Kuznetsov, marinflygöverste, kosmonautpilot
- Vitalij Solomin – Vjatjeslav Muchin, ingenjör, kosmonaut
- Alexander Porochovsjtjikov – Alexej Jevgenijevitj Sviridov, generalmajor för luftfart, chef för Träningscentret för kosmonauter
- Tamara Akulova – Sasja, vän till Vyacheslav Mukhin
- Igor Vasiljev – flygledare
- Ljubov Sokolova – Sofia Petrovna, svärmor till Pavel Kuznetsov
- Igor Dmitrijev – ögonläkare, kandidat för medicinska vetenskaper, Kuznetsovs reskamrat på tåget
- Valerij Jurtjenko – Valerij Romanov, överstelöjtnant, kosmonaut
- Michail Tjigirev – Pavlov, kosmonaut

## Festivaler och utmärkelser
- 1984 – 17:e Allunionsfilmfestival (Kiev): i långfilmsprogrammet gick ett specialpris och ett diplom till filmen.[1]